# 포사 (주나라)

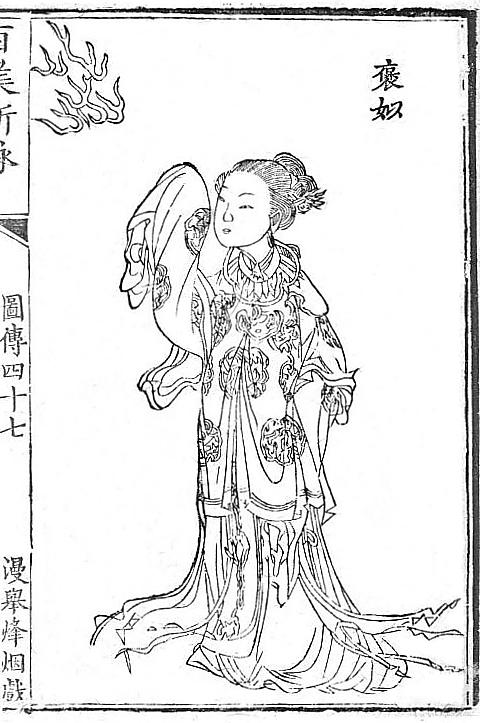

포사(褒姒, 사기에서는 襃姒, 생몰년 미상)는 기원전 8세기（기원전 770년）경 주나라 유왕(幽王)의 왕후로, 절세의 미녀로 언급되며 후에 주나라의 멸망의 원흉이 되었다. 정식 생몰년은 미상이다. 포사에 관한 문헌에는 다음과 같은 기록이 전해진다.
하나라 말년에, 두 마리의 용이 왕궁에 나타나 스스로를 "포(褒)나라의 두 임금이다"라고 하면서, 침을 뱉어놓고는 사라졌다. 사람들이 점을 쳐 본 결과 보관해두면 길할 것이다(藏之吉)라는 점괘가 나와 사람들은 그것을 나무 상자에 고이 보관하였다. 주나라 여왕(厲王) 대에 이르러 사람들은 그 상자를 열고는 그 안을 관찰하였다. 조심하지 않아 용의 침을 조정 밖으로 흐르게 하였더니, 용의 침이 갑자기 검은 도마뱀으로 변하여 왕부 안을 돌아다녔다. 한 소녀가 이 검은 도마뱀과 우연히 마주쳤다. 그 소녀가 40년 만에 여자 아이를 하나 낳았다. 소녀는 이 아기를 갖다 버렸다. 포나라 사람이 이 아기를 거두어 집에서 길렀다. 포나라 사람은 이 여인을 주나라 유왕에게 바쳤는데, 그녀가 바로 포사였다.
유왕은 포사에 빠졌다. 포사는 유왕의 총희가 되었으며, 아들 백복(伯服)을 낳았다. 하지만 포사는 웃음이 없었다. 유왕은 포사를 기쁘게 해주고 싶어했다. 유왕은 하루는 나라의 비단을 징수해 찢었다. 그때 포사가 웃어 천금매소(千金買笑)란 고사성어가 생겨나게 됐다. 그러나 포사도 갈수록 비단 찢는 소리도 지겨워해서 유왕은 어떻게 하면 다시 포사를 웃게 만들 수 있을까 하고 매일 고민했다.
그런데 어느 날 위급한 상황에만 올려야 하는 봉화가 관리인의 실수로 멋대로 퍼져서 제후들이 여산(驪山)(현재 중국 섬서성(陝西省) 림동(臨潼)) 앞에 황급히 소집되는 일이 벌어졌다. 제후들은 황망히 여산 앞에 달려왔으나, 봉화가 적의 침범 때문이 아니라는 것을 알아차리고는 낭패스러운 표정을 지으며 돌아갔다. 포사는 이 광경을 보고 단순호치(丹脣皓齒)를 드러내며 크게 웃었다. 이를 본 유왕은 이후로 매일 봉화를 올릴 것을 명했고, 이후로는 제후들도 의도를 알아차리고는 봉화가 피어올라도 절대로 나서지 않았다.
한편 이 무렵 유왕은 태자 의구(宜臼)를 폐하고는 백복(伯服)을 태자로 세웠다. 신후(申后)는 그 아들과 함께 외가 신(申)나라(오늘날 중국 하남성(河南省) 남양(南陽) 북쪽)으로 급히 떠났다.
기원전 771년, 신후(申后)의 아버지 신후(申侯)가 여(呂)나라 등과 연합하여 견융(犬戎)과 함께 호경(鎬京)으로 대거 진공해왔다. 유왕은 다급히 봉화를 올렸으나, 제후들은 이 봉화를 또 거짓으로 치고 아무도 오지 않았다. 유왕은 황급히 피난길에 올랐으나, 도중에 견융족에게 붙잡혔고, 병사는 유왕과 태자를 살해하였다.
포사 역시 그들의 포로로 잡혔는데, 그 후 어떻게 되었는지는 알려지지 않고 있으며, 자결했다는 설도 있지만 확실하지는 않다. 한편 일본의 《헤이케 이야기》에도 이 전설이 수록하고, 포사가 구미호의 화신으로서 죽지 않고 여우로 변해 도망쳤다는 각색된 결말을 싣고 있다.

## 같이 보기
- 달기
- 중국의 4대 미인

## 참고 문헌
- 사마천 사기 권사 주본기 제사(卷四　周本紀　第四)